# اپس ۲۷۳۶
سیارک ۲۷۳۶ (به انگلیسی: 2736 Ops، نامگذاری:1979OC) دو هزار و هفتصد و سی و ششمین سیارک کشف شده‌است که در ۲۳ ژوئیه ۱۹۷۹ کشف شد.
قدر مطلق سیارک برابر ۱۲٫۸۰ است.